# Niederrheinhalle
Die Niederrheinhalle ist eine Veranstaltungshalle in Wesel am Rhein. Sie liegt im Ortsteil Fusternberg in der Nähe des Weseler Bahnhofs.

## Lage, Ausstattung und Nutzung des Gebäudes
Die Niederrheinhalle liegt an der Straße An de Tent nahe dem Weseler Bahnhof und der auf der anderen Seite der Bahnanlagen gelegenen Innenstadt. Bedingt durch die ursprüngliche Funktion als Halle des Schützenvereins liegt der Haupteingang etwas abseits der Straße, da er einer vom Schützenverein genutzten Wiese zugewandt sein sollte. Angrenzend an die Halle befindet sich eine Parkanlage. Der Hauptsaal der Halle ist 1.400 Quadratmeter groß und für bis zu 1.250 Gäste ausgelegt. Daneben verfügt sie über den 450 Quadratmeter großen Parkettsaal und einen ebenfalls nutzbaren oberen Rang. Sie dient einer Vielzahl verschiedener Veranstaltungen. Dazu zählen Volksfeste wie Schützenfest und Karneval, ein Flohmarkt, Parteiveranstaltungen, private Feiern und einzelne Sportveranstaltungen. Die Verleihung des Weseler Eselordens findet jährlich in der Niederrheinhalle statt. Auch Künstler nutzen die Halle regelmäßig für Auftritte, darunter Dieter Nuhr und die Wise Guys. Als Theater der Stadt ist jedoch das Städtische Bühnenhaus Wesel vorgesehen.

## Geschichte
Das Gebäude wurde in den 1950er Jahren als Veranstaltungsort für den Weseler Bürgerschützenverein geplant und durch finanzielle Zuschüsse der Stadt unterstützt. Am 23. Mai 1955 fand die Grundsteinlegung statt und noch im selben Jahr wurde der Rohbau fertiggestellt, sodass er bereits für ein Schützenfest genutzt werden konnte. Zu Jahresbeginn 1962 ging die Halle in den Besitz der Stadt Wesel über. 1993 wurde sie umfassend saniert.
Zu den bekannten Persönlichkeiten, die die Halle besucht haben, zählen die Bundeskanzler Willy Brandt, Helmut Kohl, Gerhard Schröder und Angela Merkel. Neben Dieter Nuhr traten unter anderem Wolfgang Petry und Andrea Berg in der Halle auf. Zu den Trägern des Eselordens, für den seit 1976 eine jährliche Verleihungsveranstaltung in der Niederrheinhalle stattfindet, gehören unter anderem Klaus Töpfer, Hanns-Dieter Hüsch, Jan Hofer, Manfred Breuckmann, Dieter Nuhr und Michael Kessler. Durch die COVID-19-Pandemie wurde der Betrieb als Veranstaltungshalle stark eingeschränkt und am 1. Oktober 2020 durch die Insolvenz der Betreiberfirma ganz eingestellt. In der leerstehenden Halle wurde daraufhin im Dezember 2020 das COVID-19-Impfzentrum für den Kreis Wesel eingerichtet.